# Stenalcidia collecta
Stenalcidia collecta är en fjärilsart som beskrevs av Walker 1860. Stenalcidia collecta ingår i släktet Stenalcidia och familjen mätare. Inga underarter finns listade i Catalogue of Life.